# 109-й стрілецький полк (РФ)
109-й стрілецький полк (109 СП) — військове формування Збройних сил РФ. Входить до складу 1-го армійського корпусу окупаційних військ РФ на Донбасі.

## Історія
109-й стрілецький полк сформовано під час мобілізації на окупованій Донеччині у лютому 2022 року, після початку повномасштабного вторгнення Росії в Україну. Полк складався з 5 батальйонів по 300 осіб особового складу у кожному. Тільки 5—10% рекрутів мали бойову підготовку. Полк зіткнувся з дефіцитом офіцерських кадрів та поганим забезпеченням спорядженням.
Влітку 2022 року 109-й стрілецький полк займався разом із ПДВ РФ відбиттям українського контрнаступу на правому березі Дніпра в Херсонській області. Наприкінці липня 109-й полк розташувався в Архангельському та інших населених пунктах на березі річки Інгулець. 29 серпня 2022 року 109-й полк було відтіснено із займаних позицій.